# William Stanley Braithwaite

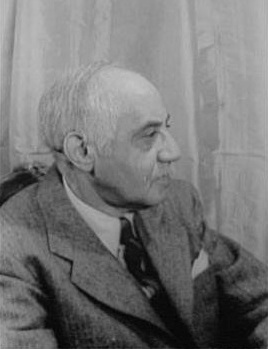
William Stanley Braithwaite

William Stanley Beaumont Braithwaite (* 6. Dezember 1878 in Boston, Massachusetts; † 8. Juni 1962 in New York City) war ein US-amerikanischer Dichter, Anthologist und Literaturkritiker.

## Werdegang
William Stanley Beaumont Braithwaite war das zweite von fünf Kindern. Er wurde in eine vornehme Familie der oberen Mittelklasse in Boston geboren. Sein Vater, William Smith Braithwaite, gehörte einer bekannten und wohlhabenden Familie aus Britisch-Guayana an. Seine Mutter, Emma DeWolfe, war die Tochter einer Sklavin aus North Carolina. Während seiner frühen Kindheit genoss Braithwaite Komfort und Privilegien. Doch durch den Tod seines Vaters im Jahr 1886 verarmte die Familie schnell. Emma Braithwaite war gezwungen Hilfsarbeiten anzunehmen, während der junge William im Alter von zwölf Jahren die Schule verlassen musste, um sich eine Beschäftigung zu suchen. Er nahm eine Anstellung als Schriftsetzer bei einem Verlag in Boston an, was ihm die Welt der Literatur eröffnete. Braithwaite war insbesondere von den Werken der britischen Dichter John Keats, William Wordsworth und Robert Burns fasziniert. Weitgehend Autodidakt erweiterte Braithwaite sein Wissen und verfolgte mit großer Entschlossenheit eine Laufbahn als Dichter. In diesem Zusammenhang veröffentlichte er zuerst seine Arbeiten in den Zeitungen von Boston. 1904 brachte er seinen ersten Gedichtband heraus, Lyrics of Life and Love. Er trat 1906 eine Anstellung als literarischer Schriftsteller bei dem Boston Evening Transcript an, welche er bis 1931 innehatte. Während dieser Zeit veröffentlichte er 1908 einen zweiten Gedichtband, The House of Falling Leaves, sowie gelegentliche Essays und Verse in Atlantic Monthly, Scribner’s und The North American Review.
Obwohl als Dichter wenig talentiert, wurde er im frühen zwanzigsten Jahrhundert einer der einflussreichsten Gelehrten und Kritiker in Fragen Poesie sowie Herausgeber von Gedichten und literarischen Werken. Durch seine Zeitungskolumne kritisierte und kommentierte er die meisten Dichter, sowohl schwarze als auch weiße, in dem frühen zwanzigsten Jahrhundert. Kurz nach dem Start seiner Kolumne brachte er 1906 seine erste von drei Anthologien heraus, The Book of Elizabethan Verse. Diese Sammelbände begründeten seinen Ruf als Literaturwissenschaftler. Zwischen 1913 und 1929 gab er dann einen jährlichen Sammelband von neuen Gedichten heraus, die Anthology of Magazine Verse. Die Aufnahme in die jährliche Anthologie von Braithwaite war zu jener Zeit eine Auszeichnung für junge Dichter. Darunter waren Robert Frost und Amy Lowell, aber auch schwarze Dichter, wie Langston Hughes, Countee Cullen und James Weldon Johnson.
Braithwaite war eine Ausnahmeerscheinung unter den afroamerikanischen Literaten in dem frühen zwanzigsten Jahrhundert. Als Dichter nahm er seine literarische Inspiration von Keats. Bei seinen Werken vermied er aber Rassenthemen und alles, was ihn als schwarzen Dichter abstempeln würde. Er verbrachte einen Großteil seiner Karriere an weißen Institutionen. Während dieser Zeit erarbeitete er sich einen Ruf als Literaturkritiker und Förderer der Poesie, nicht aber als afroamerikanischer Gelehrter. Dies bedeutet nicht, dass er sich von den Afroamerikanern absonderte. Im Gegenteil, er war eine der bedeutendsten Figuren in der Harlem Renaissance und bot jungen schwarzen Schriftstellern Beratung, Hilfe und oft einen Platz zu veröffentlichen. Für Braithwaite stammten die größten Leistungen in der Poesie aus dem Ausdruck der ästhetischen Schönheit, nicht von politischer Polemik oder sogar rassischen Identität.
1935 trat Braithwaite eine Anstellung als Professor für kreatives Schreiben an der Atlanta University. Braithwaite bekleidete den Posten bis 1945 und kehrte dann 1946 nach Harlem zurück. Dort verbrachte er den Rest seines Lebens mit der Arbeit an seiner Autobiografie und anderen Buchprojekten. Er verstarb 1962 im Alter von 83. Jahren in Harlem.

## Ehrungen
Braithwaite wurde 1918 von der National Association for the Advancement of Colored People (NAACP) die Spingarn Medal verliehen, welche Afroamerikanern für hervorragende Verdienste und Leistungen anerkannt wird.

## Familie
Braithwaite lernte 1902 seine zukünftige Ehefrau Emma Kelly kennen, welche damals in New Hampshire arbeitete. Das Paar heiratete im Folgejahr. Aus der Verbindung gingen drei Töchter und vier Söhne hervor: Fiona Lydia Rossetti (Mrs. Merrill Carter), Katherine Keats (Mrs. William Arnold), William Stanley Beaumont, Jr., Edith (Mrs. Carman Agard), Paul Ledoux, Arnold DeWolfe und Francis Robinson.